# Горянка (Тверская область)
Горянка — деревня в Торжокском районе Тверской области. Входит в состав Сукромленского сельского поселения.

## История
На карте Менде Тверской губернии деревня Горынки Сукромленской волости Новоторжского уезда имеет 6 дворов.
В 1940 году деревня Горянки входила в Васильцевский сельсовет Высоковского района Калининской области.
До 2006 года деревня входила в Альфимовский сельский округ.

## Население
В 2008 году в деревне жило 9 человек.
| 2010 |
| ---- |
| 1    |